# Gil Delindro

Gil Delindro em trabalho de campo na Itália

Gil Delindro nasceu no Porto em 1989 e é um dos artistas portugueses com maior reconhecimento internacional na área da Arte Sonora e no seu cruzamento disciplinar com a escultura. Explora temas como a biodiversidade, ecologia e políticas territoriais.  Estudou arquitectura na FAUP e é licenciado em escultura pela FBAUP, tendo terminado o curso na Universidade de Belas Artes de Dresden (na sigla do alemão, HfBK Dresden), na Alemanha. A sua prática recorre à escultura, instalação e filme documental.   
Ao longo de mais de uma década, tem dedicado o seu processo de trabalho à pesquisa intensiva de paisagens e eventos climatéricos extremos, destacando-se: o deserto do Saara (The Weight of Mountains, 2015), Sibéria (Permafrost 2018), Amazónia (Resiliência, 2017), norte rural do Vietname (Blind Signal, 2019), glaciar do Ródano (La Becque 2019), vulcões da Auvérnia (Intramuros 2020), Parque Nacional da Nortúmbria (VARC 2022) e vulcão do ETNA (apsinterzona 2025). 
Recebeu vários prémios e mecenato de instituições como: EPO Art Award (European Patent Office), EMAP (European Media Art Platform), EDIGMA (prémio media art, PT),  Berlin Masters Award (DE), ENCAC (Rede Europeia de Criação Audiovisual), Fundação Gulbenkian (PT), Berlin Senate for Kultur (DE), Goethe Institute (DE), OSTRALE (DE), STEIM foundation (NL), Ford Foundation (Resiliência, Brasil),  Fundação Françoise Siegfried Meier (La Becque, Suíça),  EOFA (Embassy of Foreign Artists, Suíça), VARC (Visual Arts in Rural Communities,  UK), Teatro Municipal do Porto, (Reclamar Tempo, PT) e BioArt & Design award (finalista, MU Art Center, Holanda).
A sua obra encontra-se representada em coleções privadas e públicas, e já apresentou trabalho na América do Norte e Sul, Ásia e Europa. Destacam-se as exposições: A Audição Vibratória (Museu de Serralves, Porto); A Natureza não Reza (Dar a Ouvir/Convento São Francisco, Coimbra); Constructing Memory (Cluster, Winnipeg); A Grain Within This Cloud of Dust (Gallery im Turm, Berlim); Permafrost (Laboral, Gijon); Un measurements (Ars Eletrónica, Linz); Perennial Earth (Goethe-Institut, Vietname); Harbour (Living Art Lab, Amsterdão); To Bough and to Bend (Bridge Projects, Los Angeles).
Em 2016 foi seleccionado pela SHAPE como um dos artistas sonoros mais inovadores da Europa, sendo comissariado por festivais de referência: MusikProtokoll (Áustria), Novas Frequências (Brasil), Cynetart (Alemanha), Athens Digital Arts Fest (Grécia),  Submerge (Reino Unido), ARS Electrónica (Austria), Cluster (Canada), Lisboa Soa (Portugal), entre outros. É co-fundador da Rural Vivo, uma associação interdisciplinar dedicada a atividades ecológicas, educativas e culturais na Reserva Natural do Gerês, cujo objetivo é combater a perda de oportunidades culturais nas aldeias do Norte de Portugal. 
Colaborou com artistas como Adam Basanta no trabalho Permafrost (que também esteve no ARS Electrónica), com o qual ganhou o prémio EDIGMA Semibreve, Gustavo Costa, Jonathan Saldanha, Rafael Toral, David Toop, Yaw Tembe, Raz Mesinai e Rie Nakajima. 